# Valeria Engalycheva
Lerika es el nombre artístico de Valeriya Engalycheva (ruso, Валерии Енгалычевой ; Olomouc, 7 de abril de 1999), una joven cantante que representó a Moldavia en el Festival de la Canción de Eurovisión Junior 2011 con la canción "No - No" quedando en el puesto 6 de un total de 13 participantes, y a Rusia en el Festival de la Canción de Eurovisión Junior 2012 con la canción "Sensatsiya".

## Biografía
Valeriya Engalycheva nació el 7 de abril de 1999 en Olomouc (República Checa). Canta desde los 4 años. Su facilidad y talento para la música fue descubierto por su profesora Elena cuando iba a preescolar. Está aprendiendo a tocar el violín y ha participado en numerosos concursos de música en varios países como Bielorrusia, Estonia, Italia, Moldavia o Rusia entre otros, quedando siempre en primer lugar o en los primeros puestos.
Es miembro de la sociedad infantil Respublika Kids; y canta en el teatro infantil Menestreli.
En 2011, fue seleccionada para representar a Moldavia en el Festival de la Canción de Eurovisión Junior 2011, celebrado en Ereván, capital de Armenia. Quedó en el puesto 6 de un total de 13 países con la canción "No-No".
Al disponer de doble nacionalidad (Moldava y Rusa), en 2012 volvió a participar en el Festival de la Canción de Eurovisión Junior 2012, pero esta vez representando a Rusia con la canción "Sensatsiya". Quedó en el puesto 4 de un total de 12 países.
Sabe hablar ruso y rumano y suele vivir en Bălți (Moldavia), aunque también tienen una casa en la región de Yubileyny en Moscú (Rusia).

## Participación en Concursos de Música
Entre los concursos en los que ha participado, destacan los siguientes:
- 2006: Star of Bălți (Grand Prix) en Moldavia.
- 2007: Republican contest of vocalists: Award of the Year - Laura 2007 en Chisináu, (Moldavia) (Primer Premio).
- 2007: VII International Children fesitval of arts Kinotavrik en Sochi, (Rusia) (Primer Puesto).
- 2007: Slavic Bazaar en Vítebsk (Bielorrusia).
- 2008: First Open International festival of Children's Art Sochi Olympic Star en Rusia (Primer Puesto)
- 2008. Orpheus en Italia (Primer Puesto).
- 2009: New Wave Junior (donde también actuó como invitada en 2010 y 2011).
- 2009: XI International vocal contest Tahtede Laul en Tallin (Estonia)(Primer Puesto).
- VI Children Musical Contest of pop song Star of Eilat en Chisináu (Moldavia) (Primer Puesto).
- X international contest Ceata lui Pitigoi en Rumanía, (Tercer Puesto).
- 2011: VII International open contest-festival of young talents Crimea waves (Primer Puesto).
- 2011:  IX Festival de la Canción de Eurovisión Junior en Ereván (Armenia) representando a Moldavia. (Sexto Puesto).
- 2012:  X Festival de la Canción de Eurovisión Junior en Ámsterdam (Países Bajos) representando a Rusia. (Cuarto Puesto).

## Discografía

### Sencillos
- 2009: "Pogoda razgulyalasy" (Погода разгулялась)
- 2009: "Enigma lumini"
- 2011: "No-No"
- 2012: "Sensatsiya" (Сенсация)
- 2013: "Lyubov" (Любовь)
- 2013: "Moy okean" (Мой океан)
- 2014: "Serdtse znayet" (Сердце знает)